# Družina Kim
Družina Kim, ki se v ideološkem diskurzu Korejske delavske stranke imenuje krvna linija Mount Paektu, zajema tri generacije severnokorejskega vodstva in izvira od prvega voditelja države, Kim Il-sunga. Leta 1948 je Kim Il-sung zavladal Severni Koreji, potem ko je po koncu japonske vladavine leta 1945 prišlo do razdelilitve korejskega polotoka. Korejsko vojno je sprožil sredi leta 1950 v neuspešnem poskusu ponovne združitve Korejskega polotoka. V osemdesetih letih dvajsetega stoletja je Kim Il-sung razvil kult osebnosti, ki je tesno povezan s severnokorejsko državno filozofijo džuče. Po njegovi smrti leta 1994 se je kult osebnosti Kim Il-sunga prenesel na njegovega sina Kim Džong-ila in nato na njegovega vnuka Kim Džong-una. 

## Kim Il-sung
Kim Il-sung se je poročil dvakrat in imel je šest otrok. Svojo prvo ženo Kim Džong-suk je spoznal leta 1936 in se z njo poročil leta 1940. Rodila je sinova Kim Džong-ila (rojen leta 1941) in Kim Man-ila (roj. 1944) ter hčer Kim Kjong-hui (roj. 1946), preden je Džong-suk umrla med rojstvom mrtvorojene hčerke leta 1949. Kim Džong-suk se je rodila 24. decembra 1917 v Hoerjongu v Provinci Severni Hamgjong. Skupaj s svojo družino je okoli leta 1922 pobegnila iz Koreje v Jandži v provinci Džilin (Kirin). Oktobra 1947 je Kim Džong-suk predsedoval ustanovitvi šole za vojne sirote v Provinci Južni Pjongan, ki je postala Revolucionarna šola Mangjongdae. Ko se je šola odprla v zahodnem Pjongjangu eno leto po ustanovitvi, je Kim Džong-suk odprla tudi prvi kip v državi Kim Il-sungu. Leta 1949 je bila Kim Džong-suk ponovno noseča. Nadaljevala je z javnimi dejavnostmi, vendar se je njeno zdravje poslabšalo. Umrla je 19. septembra 1949 zaradi zapletov nosečnosti. Kim Il-sung je imel s svojo drugo ženo Kim Song-ae tri otroke: Kim Kjong-il (roj. 1951), Kim Pjong-il (roj. 1953) in Kim Jong-il (roj. 1955). Imel je dva mlajša brata, Kim Čol-džu in Kim Jong-džu ter sestro. 
Ko je umrla prva žena Kim Il-sunga, Kim Song-ae nekaj let ni bila priznana kot žena Kim il-sunga. Nobeno partnerstvo ni imelo javnih porok. Kim Song-ae, rojena kot Kim So'ng-p'al v zgodnjih dvajsetih letih dvajsetega stoletja v Provinci Južni Pjongan, je svojo kariero začela kot uradna delavka na Ministrstvu za nacionalno obrambo, kjer je leta 1948 prvič srečala Kim il-sunga. Najeli so jo za delo v njegovi rezidenci kot pomočnica Kim Džong-suka. Poleg tajniškega dela za družino Kim, je skrbela tudi za Kim Džong-ila in Kim Kjong-huija. Po smrti Kim Džong-suka leta 1949 je Kim Song-ae začela delati za gospodinjstvo in domače življenje Kim il-sunga.
Leta 1953 je Kim Song-ae rodila svojega prvega otroka s Kim Il-sungom, hčerko po imenu Kim Kjong-džin. Z njim je imela še vsaj dva otroka, sinova Kim Pjong-il (roj. 1954) in Kim Jong-il (roj. 1955).
Kim Kjong-hui je postala prva ženska generalka Severne Koreje s štirimi zvezdicami. Njen mož Džang Sung-taek je bil pred usmrtitvijo decembra 2013 zaradi korupcije, druga najmočnejša oseba v Severni Koreji. Njuna 29-letna hči je leta 2006 v Parizu zaužil veliko količino uspavalnih tablet. Poročali so tudi, da je Kim Jong-il, ki je bil poslan služiti v Nemčijo, umrl zaradi ciroze jeter leta 2000.

Kim Il-sung je umrl 8. julija 1994 zaradi srčnega infarkta, v starosti 82 let.

## Kim Džong-il
Kim Džong-il je bil najstarejši otrok Kim Il-sunga. Imel je štiri partnerke in najmanj pet otrok s tremi od njih. Njegova prva žena je bila Hong Il-čon, s katero se je poročil po naročilu Kim Il-sunga leta 1966. Imela sta eno hčer Kim Hje-kjung (rojena 1968), preden sta se ločila leta 1969. Pozneje mu je rodil Kim Džong-nam (rojen 1971) v zakonu s svojo prvo soprogo, filmsko zvezdo Song Hje-rim. Ker je bila Song ločena, je Kim očetu prikrival razmerje in sina. Leta 1974 se je Kim Džong-il poročil s svojo drugo ženo Kim Joung-suk. Imela sta dve hčerki, Kim Sol-song (rojena 1974) in Kim Čun-song (rojena 1976). Kim Džong-il se je od svoje druge žene ločil leta 1977, potem ko je izgubila njegovo osebno zanimanje. Leta 1980 se je Kim Džong-il poročil s svojo tretjo ženo Ko Jong-hui. Ko je bila Yong-hui de facto prva dama Severne Koreje od trenutka, ko je Kim Džong-il postal vodja leta 1994 do njene smrti leta 2004. Par je imel dva sinova, Kim Džong-čul (rojen 1981) in Kim Džong-un (rojen 1982 ali 1983) in eno hči Kim Jo-džong (rojena 1987). Po smrti Ko Jong-huija se je Kim Džong-il poročil s svojo osebno tajnico Kim Ok. Oba sta bila poročena do Kimove smrti leta 2011 in nista imela nobenih otrok. Polbrata Kim Džong-un in Kim Džong-nam se nista nikoli srečala zaradi starodavne prakse ločenega vzgajanja potencialnih naslednikov. Od zgodnjih osemdesetih let dvajsetega stoletja dalje je Kim Džong-il družino Kim razdelil med njeno glavno ali osrednjo vejo (won kaji) in njeno stransko ali tujo vejo (kyot kaji). Glavna veja se je nanašala na družino Kim Il-sunga s Kim Džong-sukom in javno vključevala Kim Džong-ila in Kim Kjong-hui. Stranska veja se je nanašala na družino Kim il-sunga s Kim Sung-aejem in je vključevala tri otroke iz njunega zakona.
Dva starejša brata Kim Džong-una sta veljala za "črne ovce" družine. Kim Džong-nam je verjetno padel v nemilost zaradi zagovarjanja reform v vladi. Imel je sloves povzročitelja težav v družini in je leta 2011 javno izjavil, da bi morala Severna Koreja preiti iz oblasti njegove družine. 13. februarja 2017 je bil Kim Džong-nam umorjen s kemičnim živčnim sredstvom VX na mednarodnem letališču Kuala Lumpur v Maleziji. Dve ženski, ena Indonezijka in ena Vietnamka, sta kemično sredstvo Kim Džong-namu razmazali po njegovem obrazu in vratu; obe ženski sta bili izpuščeni, potem ko je bilo ugotovljeno, da so ju pretentali severnokorejski operativci, ki so jima povedali, da je dejanje potegavščina za japonski komični program in da je snov losjon. Štirje Severnokorejci so pobegnili iz Malezije na dan umora. Kim Džong-nam je imel ženo in dva otroka. Njegov sin Kim Han-sol je prav tako kritiziral severnokorejski režim. V intervjuju za finske medije leta 2012 je Kim Han-sol odkrito kritiziral osamljeni režim in vlado, češ da je vedno sanjal, da se bo nekega dne vrnil v domovino, da bi "popravil stvari na bolje". Vse od očetove smrti ni znano, kje se nahaja. Kasneje je bilo leta 2019 razkrito, da je bil Kim Džong-nam obveščevalec Cie pred njegovim atentatom.
Srednji sin Kim Džong-čul menda ni bil upoštevan pri nasledstvu zaradi njegovih nemoških lastnosti. Znano je tudi, da je pridržan.
Kim Džong-il je umrl 17. decembra 2011 zaradi srčnega infarkta, v starosti 70 let.

## Kim Džong-un
Kim Džong-un je do 29. decembra 2011 uradno prevzel položaj vrhovnega voditelja Severne Koreje. Poročil se je z Ri Sol-džu leta 2009 ali 2010, par pa naj bi leta 2012 dobil hčerko Kim Ju-ae. Njegova sestra Kim Jo-jong je bila nekaj let v nemilosti brata, a leta 2017 jo je Kim Džong-un premestil v močan Centralni komite Delavske stranke Koreje. Kim Džong-un se je trudil, da bi se razlikoval od ugleda svojega očeta in bratov, in je promoviral podobo akademika, ki ima moško in ekstrovertirano vedenje.
Aprila 2020 je tritedenska odsotnost iz javnosti privedla do ugibanj, da je Kim resno zbolel ali celo umrl, vendar ni prišlo na dan nobenih jasnih dokazov o kakršni koli zdravstveni težavi. V naslednjih mesecih se je redko pojavljal v javnosti, verjetno zaradi zdravstvenih težav ali tveganja za okužbo z COVIDOM-19. Avgusta so poročali, da je Kim prepustil določeno stopnjo pooblastil svoji sestri Kim Jo-džong, s čimer ji je dal odgovornost za odnose z Južno Korejo in Združenimi državami Amerike ter jo postavil za njegovo de facto drugo poveljnico.

## Možni nasledniki

### Kim Jo-džong
Kim Jo-džong, mlajša sestra Kim Džong-una, velja za "vzhajajočo zvezdo" v severnokorejski politiki. Že od malih nog je bila nadarjena za politiko in je zastopala Severno Korejo na zimskih olimpijskih igrah leta 2018 v Južni Koreji, tako da je postala prva članica družine Kim, ki jo je obiskala po koncu korejske vojne, igrala pa je tudi ključno vlogo v ozadju. Leta 2018 se je srečala z takratnim ameriškim predsednikom Donaldom Trumpom. 

### Kim Pjong-il
Kim Pjong-il je zadnji preživeli sin ustanovitelja države Kim Il-sunga. Potem, ko Kim Džong-il umrl, je štiri desetletja preživel kot veleposlanik v različnih evropskih državah, dokler se ni vrnil leta 2019. Menijo, da ima zaradi svojega spola prednost pred Kim Yo-jongom, hkrati pa ima slabost zaradi pomanjkanja povezav. Ima odraslega sina Kim In-kanga in odraslo hčer Kim Ung-song.

### Malo verjetni dediči
Kim Džong-čul, starejši brat Kim Džong-una, je bil opisan kot družinski član s pomanjkanjem ambicij in da se bolj zanima za Erica Claptona in igranje kitar. 
Hči Kim Džong-una, Kim Džu-ae, je še vedno majhen otrok, zato se šteje, da ni primerna za nasledstvo svojega očeta.